# Project Highrise
Project Highrise é um simulador 2D de construção, que permite a construção de edifícios. Foi desenvolvido pela SomaSim e distribuido pela Kasedo Games. É considerado pela grande maioria dos apreciadores deste gênero como o sucessor de SimTower. Neste jogo, o jogador é responsável pela construção e administração de um edificio, através da construção de escritórios, restaurantes, lojas e residências, com a adição posterior de hotelaria com a aquisição de expansões. Sua estréia mundial ocorreu em 08 de Setembro de 2016, através das plataformas de distribuição digital GOG.com e Steam.
A série conta até o presente momento com 5 expansões, que expandem as opções de construção dentro de temáticas específicas: Las Vegas, Miami Malls, Tokyo Towers, London Life e Brilliant Berlin.

## Las Vegas
A expansão Las Vegas expande o jogo ao inserir a possibilidade de incluir quartos de hotel, cassinos e grandes salões para apresentações artísticas (músicos e comediantes) ou de negócios, além de toda a estrutura para auxiliar na operação de um hotel. Além dessas adições, um sistema de agendamento de VIP's foi implementado, permitindo que artistas e empresários se apresentem em seu imóvel, gerando assim ainda mais receita a ser investida. Cinco cenários foram incluídos com foco nos conteúdos desta expansão.

## Miami Malls
A expansão Miami Malls insere no jogo mais opções de lojas e restaurantes, a possibilidade de formação de lobbies incluindo objetos e decoração para os mesmos, além de estruturas auxiliares para o funcionamento destas novas adições. Dois cenários foram incluídos com foco nos conteúdos desta expansão.

## Tokyo Towers
A expansão Tokyo Towers insere no jogo novos apartamentos, restaurantes de pequeno porte, decorações e estruturas auxiliares, todos com temática oriental. Dois cenários foram incluídos com foco nos conteúdos desta expansão.

## London Life
A expansão London Life adiciona novos tipos de escritório e novas estruturas auxiliares baseadas na arquitetura da cidade de Londres. Dois cenários foram incluídos com foco nos conteúdos desta expansão.

## Brilliant Berlin
A expansão Brilliant Berlin adiciona novos escritórios,apartamentos e novas estruturas auxiliares são inseridas. Os novos conteúdos em sua maioria são baseados na arquitetura da cidade de Berlin. A adição de estacionamentos insere um novo serviço auxiliar com regras próprias que aumenta o nível de desafio para a construção do imóvel.
1. ↑  Smith, Adam (20 de Julho de 2016). «Towering Above The Rest: Project Highrise». Rock, Paper, Shotgun
2. ↑  Viglione, Matt (5 de Julho de 2015). «IndieGames.com Interview: Matt Viglione on Project Highrise, a tower sim for the modern gamer». Indiegames.com (entrevista). Lena LeRay

- | Site Oficial da SomaSim
- | Site Oficial da Kasedo Games